# Heterotropus albidipennis
Heterotropus albidipennis är en tvåvingeart som beskrevs av Friedrich Hermann Loew 1873. Heterotropus albidipennis ingår i släktet Heterotropus och familjen svävflugor. Inga underarter finns listade i Catalogue of Life.